# Placogorgia terceira
Placogorgia terceira is een zachte koraalsoort uit de familie Plexauridae. De koraalsoort komt uit het geslacht Placogorgia. Placogorgia terceira werd in 1977 voor het eerst wetenschappelijk beschreven door Grasshoff. 